# Флаг Новолукомля
Флаг Новолукомля (бел. Сцяг Новалукомля) — официальный геральдический символ города Новолукомля Чашникского района Витебской области Белоруссии. Автором флага является инженер-конструктор Лукомльской ГРЭС В. В. Кораблин.

## История
Флаг Новолукомля был одобрен решением Новолукомльского городского исполнительного комитета от 19 ноября 2008 года № 297. Флаг города был утверждён Указом Президента Республики Беларусь от 2 июня 2009 года № 277 и зарегистрирован в Государственном геральдическом регистре Республики Беларусь 4 июня 2009 года.

## Описание
Флаг города Новолукомля представляет собой прямоугольное полотнище с соотношением сторон 1:2, состоящее из двух горизонтальных равновеликих полос: верхней — белого и нижней — голубого цвета, которые отделены друг от друга двумя узкими волнообразными поясами: верхним — голубого и нижним — белого цвета. В центре лицевой стороны полотнища размещено изображение герба города Новолукомля.

## Использование
Флаг города Новолукомля является собственностью города Новолукомля, правом распоряжения которой обладает Новолукомльский городской исполнительный комитет.
Флаг города Новолукомля размещается на зданиях, в которых расположены органы местного управления и самоуправления города Новолукомля, а также в помещениях заседаний этих органов и в служебных кабинетах их руководителей. Флаг города Новолукомля может размещаться в тех местах города Новолукомля, где в соответствии с белорусским законодательством предусматривается размещение Государственного флага Республики Беларусь.
Флаг города Новолукомля может использоваться также во время государственных праздников и праздничных дней, торжественных мероприятий, проводимых государственными органами и иными организациями, народных, трудовых, семейных праздников и мероприятий, приуроченных к памятным датам.
Право на использование флага города Новолукомля в иных случаях может быть предоставлено по решению Новолукомльского городского исполнительного комитета.